# Місто-герой Керч (монета)
«Мі́сто-геро́й Керч» — ювілейна монета номіналом 200 000 карбованців, випущена Національним банком України. Присвячена місту-герою Керчі.
Монету було введено в обіг 23 серпня 1995 року. Вона належить до серії «Міста-герої України».

## Опис та характеристики монети
| Номінал карб. | Метал                 | Маса, грам | Діаметр, мм. | Якість виготовлення | Гурт     | Тираж, штук |
| ------------- | --------------------- | ---------- | ------------ | ------------------- | -------- | ----------- |
| 200 000       | мідно-нікелевий сплав | 14,35      | 33,0         | пруф-лайк           | рифлений | 50 000      |

### Аверс
На аверсі монети в центрі кола, утвореного намистовим узором, знаходиться зображення малого Державного Герба України в обрамленні з двох боків гілками калини. Над гербом розміщена дата 1995 — рік карбування монети, під гербом — у два рядки по колу напис «200000 КАРБОВАНЦІВ», який позначає номінальну вартість монети (число 200000 розміщено в розриві намистового узору). Між зовнішнім кантом і намистовим узором вгорі по колу напис «НАЦІОНАЛЬНИЙ БАНК УКРАЇНИ», відокремлений з двох боків від слова «КАРБОВАНЦІВ» розділовими позначками у вигляді ромбів.

### Реверс

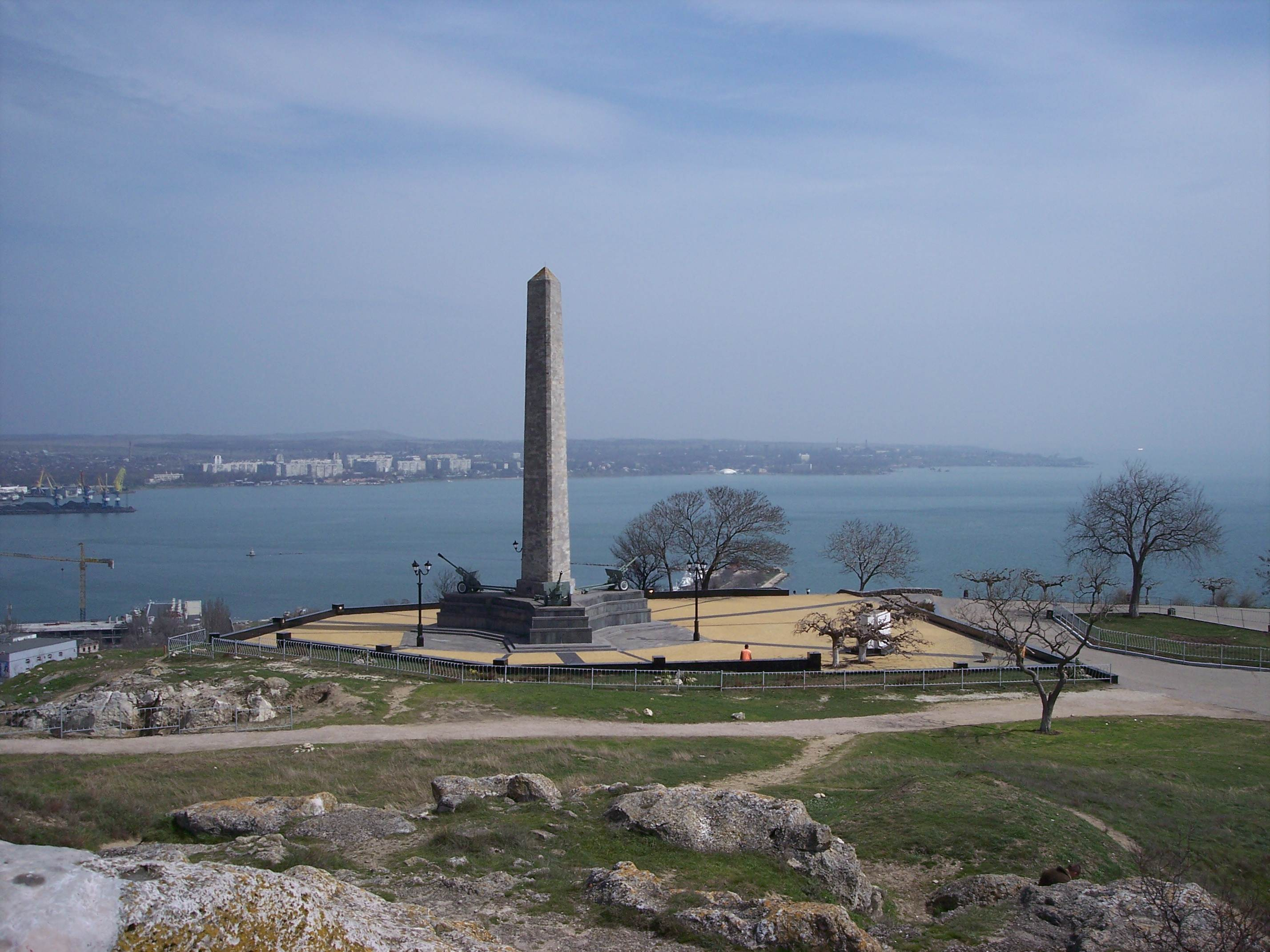
Обеліск Слави Безсмертним Героям на горі Мітридат

На реверсі монети в центрі зображено обеліск Слави на вершині гори Мітрідат, споруджений на честь подвигу воїнів Окремої Приморської армії, моряків Чорноморського флоту і Азовської військової флотилії, жителів міста, які загинули в боях за визволення Криму від німецько-фашистських загарбників. На задньому плані двома хвилястими лініями, що розриваються обеліском, зображено поверхню моря. Над морем ліворуч від обеліска — зображення легкої хмаринки, праворуч на лінії горизонту — морський танкер і чайка над ним. По колу монети написи: вгорі «МІСТО-ГЕРОЙ КЕРЧ», внизу під постаментом обеліска «1941 — 1945».

## Автори
- Художники: Олександр Івахненко (аверс), Олексій Кожеков (реверс).
- Скульптори: Олександр Хазов (аверс), Олексій Новичков (реверс).

## Вартість монети
Під час введення монети в обіг 1995 року, Національний банк України розповсюджував монету за її номінальною вартістю — 200000 карбованців.
Фактична приблизна вартість монети, з роками змінювалася так:
| Рік        | 2005 | 2006 | 2007 | 2008 | 2009 | 2010 | 2011 | 2012 | 2013 | 2014 | 2015 | 2016 | 2017 | 2018 | 2019 | 2020 | 2021 | 2022 | 2023  | 2024  | 2025  |
| ---------- | ---- | ---- | ---- | ---- | ---- | ---- | ---- | ---- | ---- | ---- | ---- | ---- | ---- | ---- | ---- | ---- | ---- | ---- | ----- | ----- | ----- |
| Ціна, грн. | 20   | 27   | 40   | 100  | 160  | 160  | 170  | 200  | 200  | 350  | 800  | 700  | 770  | 770  | 730  | 780  | 800  | 830  | 1 320 | 1 750 | 2 360 |